# The Witch (Film)
The Witch (Originaltitel The VVitch: A New-England Folktale, engl. für Die Hexe: ein Neuengland-Volksmärchen) ist ein Horror-Mystery-Film des Regisseurs Robert Eggers, der am 23. Januar 2015 im Rahmen des Sundance Film Festivals seine Premiere feierte und am 19. Februar 2016 in die US-amerikanischen Kinos kam. In Deutschland wurde der Film zwischen 3. April und 10. April 2016 im Rahmen des Fantasy Filmfests gezeigt und war ab dem 19. Mai 2016 offiziell in den Kinos zu sehen.

## Handlung
Um 1630, zehn Jahre nachdem die Mayflower mit den ersten Siedlern an Bord im amerikanischen Plymouth anlegte, findet auf einer Plantage in Neuengland ein Kirchenprozess gegen den Neuankömmling William und seine Familie statt. Nach einem kurzen Prozess werden sie aus der puritanischen Gemeinde ausgestoßen. Der strenggläubige William war gerade erst mit seiner Frau und seinen fünf Kindern in der Neuen Welt angekommen, lässt sich aber von der Ausstoßung nicht erschüttern. Die Familie, bestehend aus William, seiner Frau Kathrine, der ältesten Tochter Thomasin, ihrem jüngeren Bruder Caleb, den Zwillingen Mercy und Jonas sowie Samuel, dem jüngsten Spross, macht sich auf die Suche nach einem Ort für einen Neuanfang, und nach einer kurzen Reise finden sie am Rande eines großen Waldes ein neues, scheinbar ruhiges Zuhause, wo sie wortgetreu nach der Bibel leben wollen.
William versucht, sich hier eine Existenz aufzubauen. Die Familie betreibt eine Landwirtschaft und baut Mais an. Der ausgesprochen triste Alltag der Familie besteht schon bald nur noch aus Beten und Arbeiten. Der Glaube des gottesfürchtigen William wird bald durch einige unerklärliche Ereignisse und eine Reihe von Unglücksfällen auf eine harte Probe gestellt, die sich auf der kleinen Farm und im nahe gelegenen Wald abspielen. Obwohl ihr Leben entbehrungsreich und ihre Arbeit hart ist, droht der nahende Winter die Ernte in Gefahr zu bringen, weil eine Krankheit die Pflanzen befallen hat und den Mais verdirbt. Auch das Vieh verhält sich zunehmend seltsam, allen voran ihr Ziegenbock „Schwarzer Phillip“. Dann verschwindet auch noch Samuel, das jüngste Kind, wie von Geisterhand vor den Augen der ältesten Tochter Thomasin, während die beiden im Wald spielen. Es wird gezeigt, dass eine im Wald lebende Hexe ihn an sich genommen, getötet und aus seinem Blut eine Hexensalbe hergestellt hat, mit welcher sie sich einreibt. Die Familie beginnt den Jungen zu suchen, jedoch ohne Erfolg. Caleb bemerkt verstärkt sein Interesse an Frauen.
Nach einigen Tagen geht William heimlich mit Caleb in den Wald, um eine Wolfsfalle aufzustellen. Dabei treffen sie auf einen Hasen, der still dasitzt und die beiden ansieht. William zielt mit seiner Büchse auf ihn, der Schuss geht jedoch nach hinten los und das Pulver trifft Williams Gesicht.
Die Kinder hören nachts ein Gespräch ihrer durch Armut und den Verlust des Säuglings verzweifelten Eltern mit und Thomasin erfährt, dass ihre Mutter sie als Haushaltshilfe verkaufen will und ihr Vater den Plan ausführen soll.
Caleb sattelt daraufhin am frühen Morgen das Pferd, um jagen zu gehen und so seine Schwester zu retten. Thomasin erwischt ihn dabei und droht die Eltern zu wecken, wenn er sie nicht mitkommen lässt.
Zusammen mit dem Hund machen sie sich auf den Weg. Im Wald reagieren die Tiere verängstigt, das Pferd geht durch, der Hund kommt auf mysteriöse Weise zu Tode. Thomasin wird schließlich vom Pferd geworfen und verliert das Bewusstsein. Caleb entdeckt eine Waldhütte, die ihn gleichzeitig verängstigt und anzieht. Dort wird er von der Hexe in Gestalt einer jungen Frau verführt. Thomasin erwacht und findet – von den Rufen ihres Vaters geleitet – den Weg zurück zu ihrer Familie. Caleb kehrt am Abend nackt und in einem Delirium zurück, was seine Mutter zu der Annahme bringt, dass er verhext worden sei. Zusammen versuchen sie und der Rest der Familie mehrfach das Vaterunser für Caleb zu sprechen, welcher jedoch, kurz nachdem er seine Liebe für Jesus Christus erklärt, stirbt.
Kurz vor seinem Tod beschuldigen die Zwillinge Thomasin, eine Hexe zu sein, was diese jedoch bestreitet und als früheren Jux bezeichnet. Nach dem Tod Calebs erklärt Thomasin stattdessen ihrem Vater, dass die Zwillinge möglicherweise im Bund mit dem Teufel, in Gestalt des Schwarzen Phillips, stehen, da sie zuvor angaben, dieser spräche zu ihnen. Vater William hat genug und sperrt Thomasin und die Zwillinge zusammen mit den Ziegen im Stall ein. In der Nacht sehen die drei Geschwister, wie die Hexe, welche in den Stall eingedrungen ist, sich am Blut der Ziegen sättigt.
Am nächsten Tag findet William den Stall völlig zerstört vor. Die Zwillinge sind verschwunden, die Ziegen – bis auf den Schwarzen Phillip – tot, und Thomasin liegt mit blutverschmierten Händen und bewusstlos auf dem Boden. Plötzlich rast der Schwarze Phillip auf William zu und spießt ihn mit seinen Hörnern auf. Er schleudert ihn gegen einen Stapel Holzscheite, welche ihn begraben. Kurz danach kommt Katherine aus dem Haus und sieht ihren toten Mann und die blutverschmierten Hände von Thomasin. Im Glauben, Thomasin hätte ihren Mann ermordet, versucht sie diese zu erwürgen, wird jedoch im letzten Moment von dieser mit einem herumliegenden Messer niedergestreckt.
Thomasin betritt am Abend den zerstörten Stall und spricht zum Schwarzen Phillip. Nach einigen Augenblicken antwortet ihr dieser in Menschengestalt und bietet ihr alles, was sie auf der Welt möchte, wenn sie ihren Namen in sein Buch eintrüge. Thomasin stimmt zu und läuft kurz danach mit ihm, der jetzt wieder Ziegengestalt angenommen hat, nackt in den Wald. Dort findet sie einen Coven nackter Frauen vor, welche um ein großes Lagerfeuer einen Hexensabbat abhalten. Sie beginnen, eine nach der anderen, in die Luft aufzusteigen und zu schweben, zuletzt auch Thomasin, welche jetzt ihre Verwandlung zur Hexe vervollständigt hat.

## Produktion

### Produktionsgeschichte
Die Regie übernahm Robert Eggers, der auch das Drehbuch schrieb. Es handelt sich um das Spielfilmdebüt des Regisseurs.
Der Originaltitel des Films, The VVitch: A New-England Folktale, in dem das Wort Witch am Anfang nicht mit einem W geschrieben, sondern durch zwei aufeinanderfolgende Großbuchstaben V dargestellt ist, wurde gewählt, weil diese Schreibweise in der im Film gezeigten geschichtlichen Periode oft verwendet wurde und diese Zeit durch eine Verwendung der besonderen Schreibweise im Titel gut transportiert werde. Der Buchstabe W entstand im Mittelalter ursprünglich aus der Verdoppelung des V beziehungsweise U. Noch heute erkennt man diese frühere Schreibweise am Namen des Buchstabens W im Englischen, wo dieser als double u also doppeltes u bezeichnet wird.

### Historische Bezüge
Der Regisseur hatte für seine Arbeit mit Historikern zusammengearbeitet und ein Panel veranstaltet, in dem die Frage diskutiert wurde, ob der Film ein akkurates Porträt dieser Zeit zeichne. Zudem liegen dem Film Prozessakten und zeitgenössische Überlieferungen zu Grunde, und Eggers nutzte auch einen puritanischen Devotionalienführer von Lewis Bayly mit dem Titel The Practice of Piety als Quelle. Eggers gab an, dass nahezu alle im Film zu hörenden Gebete diesem Buch entnommen sind. Eine weitere wichtige Quelle war eine Reihe zeitgenössischer Bücher, die von Experten für die Landwirtschaft des Elisabethanischen Zeitalters geschrieben wurden und deren Techniken auch von den Siedlern in Amerika übernommen wurden. Darunter fanden sich die Bücher Pigs, Goats and Poultry 1580–1660 und Wagons, Carts and Pack Animals 1580–1660, die halfen, die Farm auf der die Figuren im Film leben und auch deren Arbeitsgeräte authentischer darzustellen.

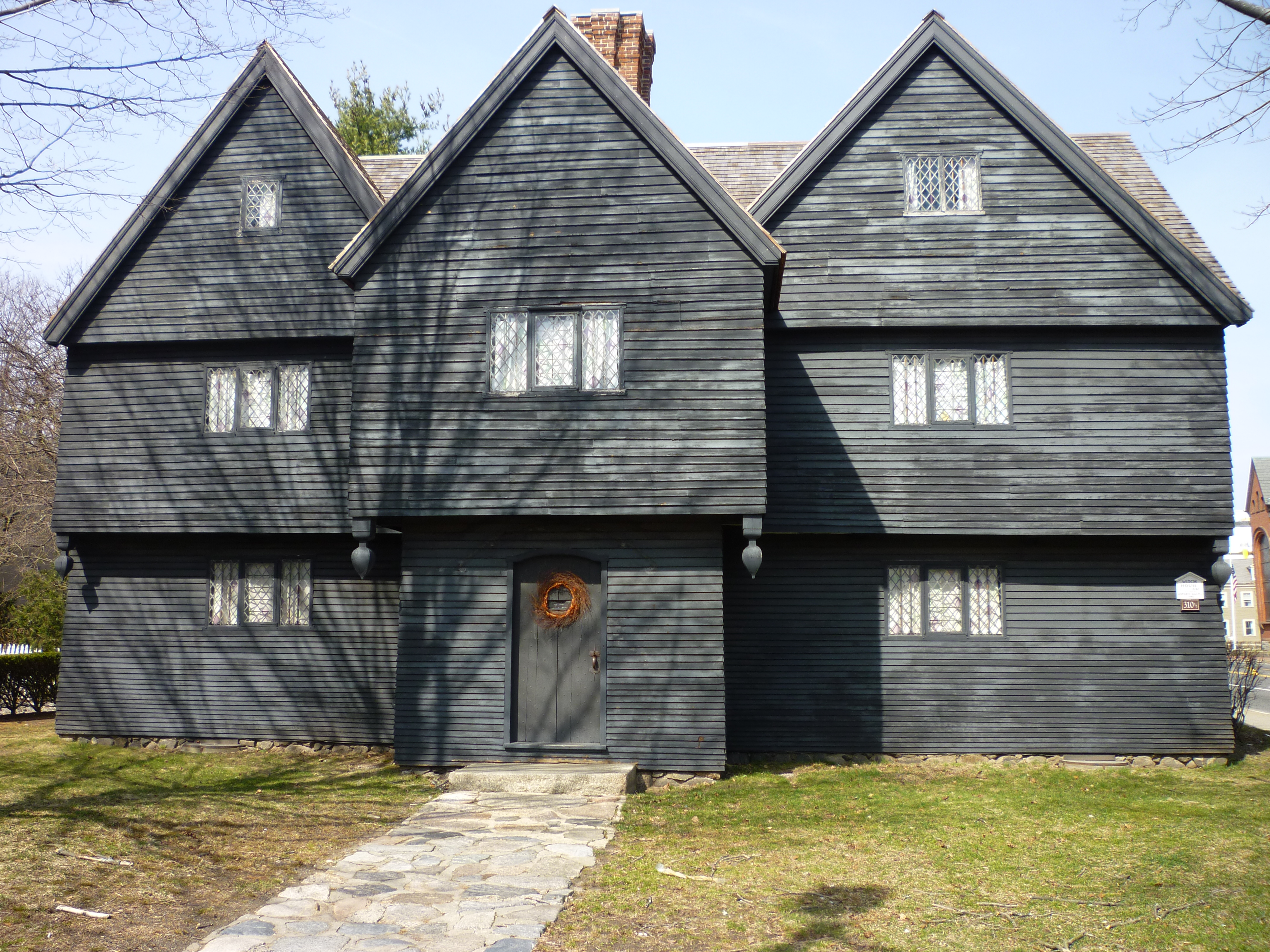
Letztes Zeugnis der Hexenprozesse in Neuengland: das Hexenhaus von Salem

Eggers siedelte die Geschichte in Neuengland an, einem Gebiet im Nordosten der USA, das neben Virginia der Ursprung der englischen Besiedlung Nordamerikas und eine neue Heimat vieler Puritaner war, und zeichnete im Film das Bild einer klassischen puritanischen Familie. Der Puritanismus war eine im 16. Jahrhundert in England und Schottland entstandene Reformbewegung. Puritaner, die in England nicht zur äußeren Konformität mit der anglikanischen Kirche bereit waren, wurden dort in Folge eines 1593 von Elisabeth I. verabschiedeten Gesetzes verfolgt, die mit äußerster Härte gegen puritanische Bestrebungen vorging. Dies führte später zur Auswanderung vieler Puritaner, überwiegend nach Amerika.
1620 gründeten die Pilgerväter, unter denen sich viele Puritaner befanden, die Siedlung Plymouth und später auch die Siedlung Salem, die später insbesondere durch die Hexenprozesse von Salem bekannt wurde, welche im Jahr 1692 stattfanden. Begonnen hatte die Hexenverfolgung in einer streng puritanischen Gemeinde, ähnlich wie der im Film dargestellten. Wie auch durch das arbeitsreiche und von Gebeten geprägte Leben von Williams Familie im Film dargestellt, betonten Puritaner stark das fromme Familienleben, und ein einfaches, vom Fleiß des Einzelnen geprägtes und moralisch einwandfreies Leben war für sie Pflicht. In den kinderreichen Ehen sahen Puritaner eher den Ausdruck der Liebe in gegenseitiger Fürsorge als in Sex.
Nicht alle Einstellungen und Ideen des Films sind jedoch von Geschichts- und Fachbüchern inspiriert. So basieren einige Elemente darin auf der imaginären Welt, die Eggers in seiner eigenen Kindheit erlebte. Als Kind, so Eggers, habe er geglaubt, dass die Wälder hinter seinem Elternhaus von Geistern und Hexen bewohnt seien, und seine frühesten Träume seien Albträume von Hexen gewesen.
Zur Erhöhung der Authentizität engagierte Eggers fast ausschließlich Schauspieler aus Großbritannien. Auch wenn diese nicht das Englisch des 17. Jahrhunderts sprechen konnten, war es ihm doch wichtig, dass ihre Sprechweise dem nahekam.

### Besetzung und Vorbereitung
Die Rolle des Vaters der puritanischen Familie, William, wurde mit dem britischen Schauspieler Ralph Ineson besetzt. In Vorbereitung auf seine Rolle musste Ineson mehr als zehn Kilogramm abnehmen, was ihm nach eigenen Aussagen mit Yoga, weniger Essen und Holzhacken gelang. Die in den USA geborene britisch-argentinische Schauspielerin Anya Taylor-Joy übernahm die Rolle von Thomasin, der ältesten Tochter von William, die über große Strecken im Mittelpunkt des Films steht. Die Rolle der Mutter Katherine wurde mit der schottischen Film- und Theaterschauspielerin Kate Dickie besetzt, die des ältesten Sohnes Caleb mit Harvey Scrimshaw. Ellie Grainger und Lucas Dawson übernahmen im Film die Rollen der Zwillinge Mercy und Jonas. Die Hexen im Film werden unter anderem von Bathsheba Garnett und Sarah Stephens gespielt. Stephens ist ein ehemaliges Victoria’s-Secret-Model, das Badeanzüge und Dessous vorführte.
Vor dem Beginn der eigentlichen Dreharbeiten hatten die Schauspieler eine Woche Zeit, sich gegenseitig sowie die im Film vorkommenden Tiere kennenzulernen und sich mit dem Drehort vertraut zu machen. Eggers meinte hierzu: Wir hatten eine Woche Proben vor Drehbeginn, aus vielen Gründen: zum einen mussten sie lernen, wie man Ziegen melkt und Korn drischt. Den Schauspielerinnen wurde gezeigt, wie Amish-Frauen stricken, und da die Kinder nichts über die US-Geschichte wussten, zeigte Eggers ihnen zudem dokumentarisches Material. Einige Geschehnisse im Film wollte Eggers den Kinderdarstellern allerdings bewusst nicht erklären. So meinte Eggers: Wenn Harvey, der damals zwölf war, bei der Szene der Besessenheit um deren sexuellen Subtext gewusst hätte, hätte er sie nie spielen können, er hätte sich geschämt.

### Dreharbeiten und Nachbearbeitung

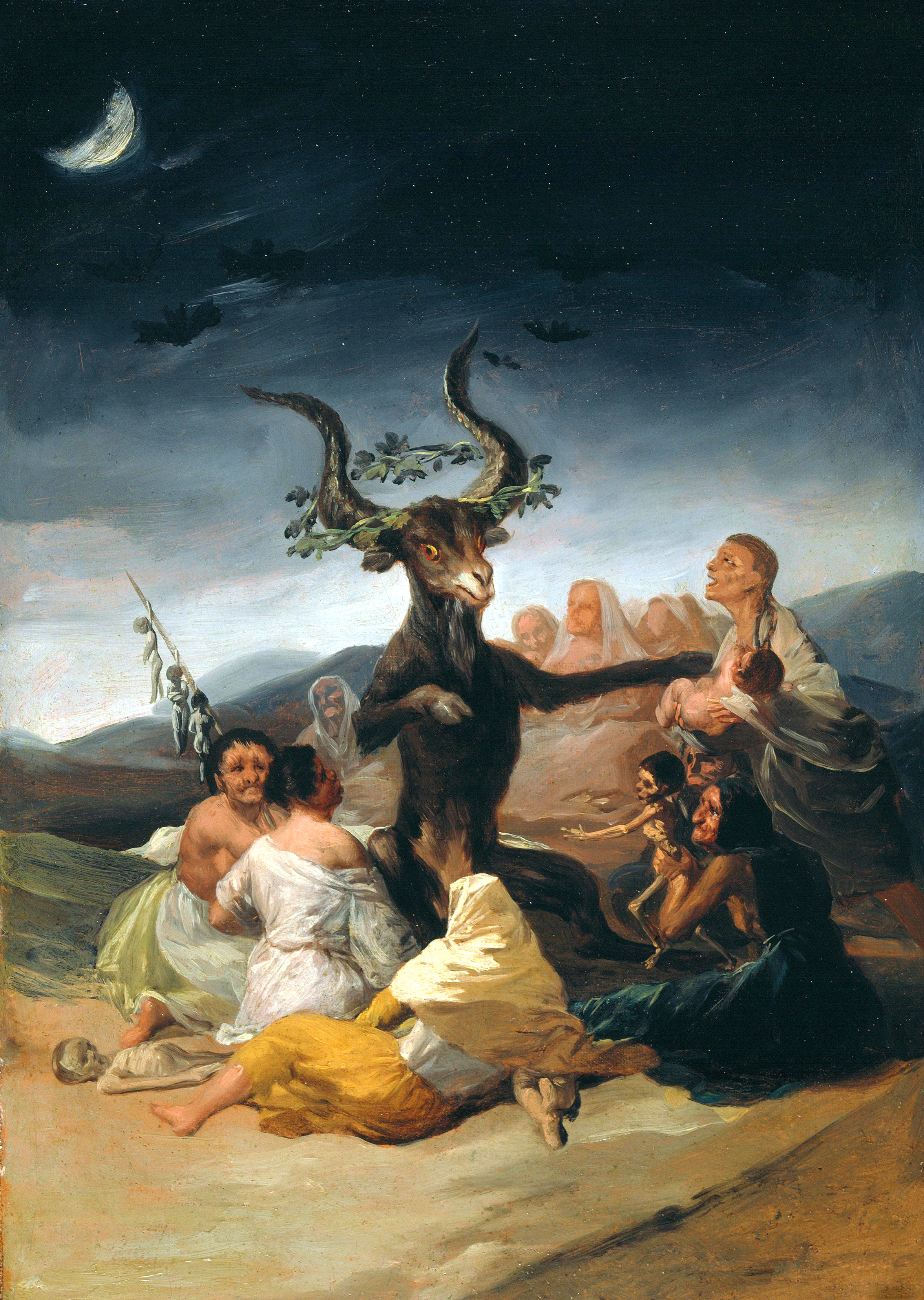
Ein Ziegenbock beim Hexensabbat, Gemälde von Francisco de Goya

Die Dreharbeiten fanden in Mattawa, in der kanadischen Provinz Ontario, statt. Ursprünglich wollte Eggers den Film in Neuengland drehen, wegen steuerlicher Anreize die ihm gemacht wurden und aus anderen finanziellen Gründen entschied er sich jedoch für Ontario.
Die schlechten Lichtverhältnisse, die auch das Wohnhaus der Familie düster in Szene setzen, wurde im Film bewusst erzeugt, beispielsweise durch natürliches Kerzenlicht, und daher wurde für die Filmaufnahmen eine spezielle Kamera verwendet, die auch mit wenig Licht auskommt. Auch insgesamt zeigt der Film durchweg bleiche Bilder, die die feindselige Umwelt unterstreichen, und besonders die Farbe Rot wird im Film nur sparsam eingesetzt. Momente, die im Film übernatürlich erscheinen, wurden mit einer höheren Bildfrequenz als normalerweise üblich aufgenommen, und diese betrug 27 oder 29 Bilder pro Sekunde.
Neben den menschlichen Darstellern sind im Film mehrere Tiere, darunter ein Hund, ein Pferd, Ziegen und ein Rabe zu sehen. Die Szene im Film, in der Katherine glaubt, ihrem Kind die Brust zu geben, es aber ein Rabe ist, der an ihrer Brustwarze hängt, wurde mit einem speziell ausgebildeten Vogel gedreht. Einige im Film zu sehende Spezialeffekte wurden allerdings computergeneriert. So war das Blut, das zu sehen ist, als Katherine versucht, das Böse aus Calebs Schläfe fließen zu lassen, in einer Nachbearbeitung am Computer entstanden. Auch Szenen mit dem Schwarzen Phillip, dem fast 100 Kilogramm schweren schwarzen Ziegenbock, den die Familie hält, mussten digital nachbearbeitet werden, wodurch dieser noch besser in das Bild passte, das man sich noch bis ins 17. Jahrhundert hinein gemeinhin von Ziegen machte und die man mit dem Teufel in Verbindung brachte.
Die Szenen im Sitzungssaal, in dem im Film entschieden wird, dass die Familie aus der Stadt geworfen werden soll, wurde in einer verlassenen Sägemühle gedreht, die für diese Zwecke umgebaut wurde. Die Produktion wurde von Mückenschwärmen behindert, und die Filmcrew musste daher bei den Dreharbeiten eine spezielle Schutzkleidung tragen. Nach 26 Tagen wurden die Dreharbeiten beendet.

### Kostüme, Ausstattung und Choreografie
Eggers und die Kostümdesignerin Linda Muir ließen sich bei ihrer Arbeit an der Kleidung der Schauspieler vor allem von dem Buch Clothes of the Common People in Elizabethan and Early Stuart England inspirieren. So wurden Kostüme gestaltet, die der Kleidung einfacher Leute Ende des Elisabethanischen Zeitalters im Übergang zum Stuart-England nachempfunden sind. Einige der Kostüme lieh man sich aus Italien, sie mussten jedoch für die Zwecke des Films abgeändert werden. Das Kostüm des Teufels, zu dem sich der Ziegenbock verwandelt, ist eine aufwendig maßgeschneiderte Kreation mit Gold, Juwelen, Stacheln, Hahnenfedern, Ohrringen und einem Biber-Hut.
Um die Kulissen, wie das Wohnhaus der Familie und die Stallungen, der geschichtlichen Periode entsprechend erscheinen zu lassen, wurden bei deren Bau zeitgenössische Werkzeuge verwendet und auch die damals üblichen Bauverfahren angewendet.
Den Bewegungen der Hexen, die im Film letztlich nackt um ein Feuer tanzen, diente der japanischen Butoh-Tanz als Vorlage. Eggers engagierte hierfür den berühmten Butoh-Choreographen Denise Fujiwara, der mit einer Gruppe von Frauen aller Altersklassen einen Tanz für den gezeigten Hexensabbat entwickelte.

### Sounddesign und Filmmusik
In Vorbereitung auf die Arbeiten zu einer passenden Filmmusik hörte sich Eggers nach eigenen Aussagen Musik aus dem 17. Jahrhundert an, die von Instrumenten, die es bereits zu der damaligen Zeit gab, eingespielt worden war. Besonders wurde Eggers in dieser Phase von Streichmusik beeinflusst. Zudem hatte sich Eggers dissonante und atonale Musikstücke aus dem 20. Jahrhundert angehört und sich durch Stücke von György Ligeti und Krzysztof Penderecki inspirieren lassen. Mit einer klaren Vorstellung trat Eggers an den kanadischen Komponisten Mark Korven heran und beauftragte ihn mit der Erarbeitung einer Filmmusik, die ohne elektronisches Sounddesign auskommen sollte. Korven riet ihm, auch Gesangsparts in die Filmmusik aufzunehmen. Bei dem in der Musik zu hörenden Chor, handelt es sich um den in Toronto ansässigen The Element Choir, der sich auf Improvisationen spezialisiert hat.

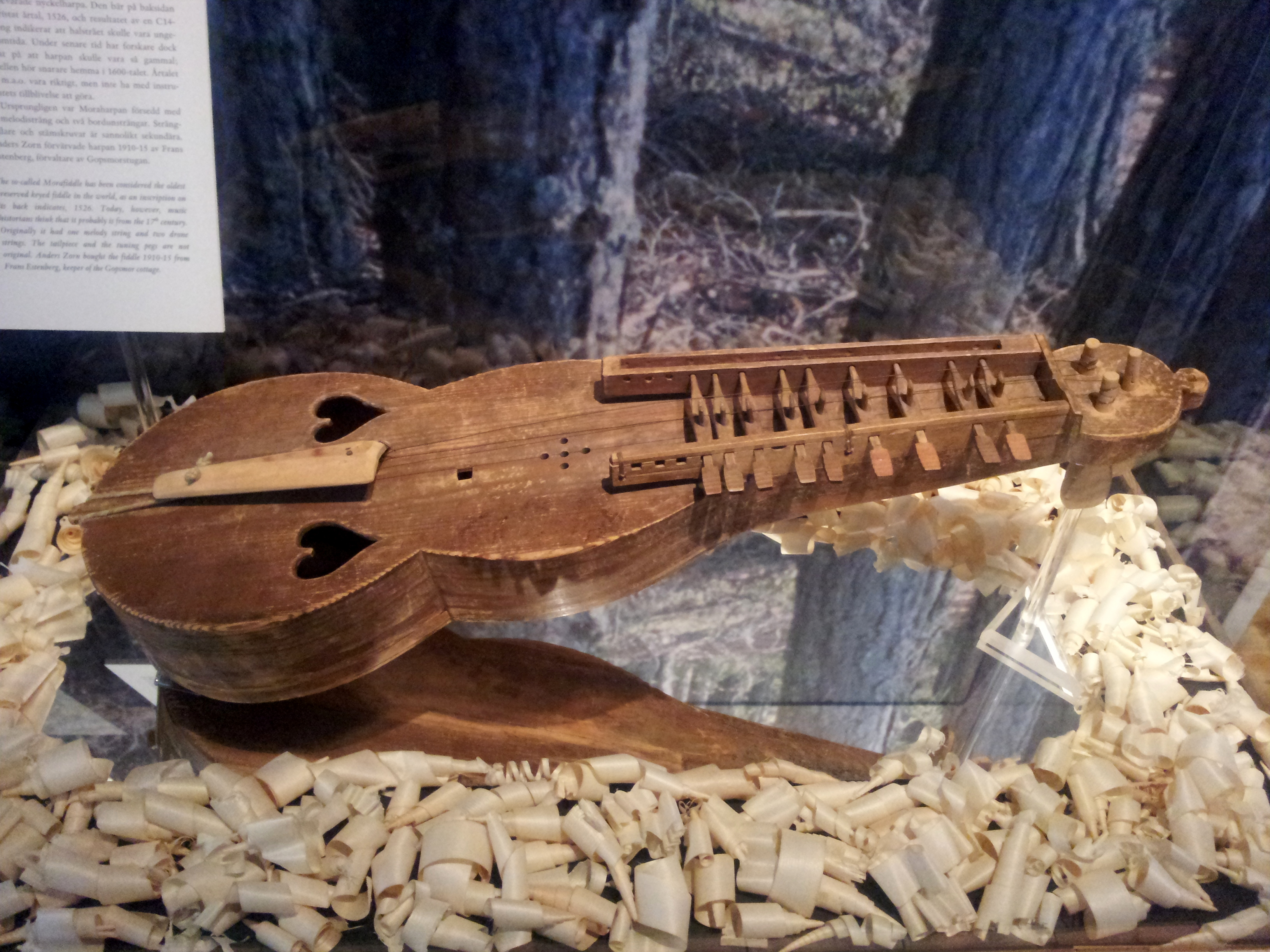
Zeitgenössische Klänge wurden im Film überwiegend mit einer Nyckelharpa erzeugt

Um die Musik nicht zu perfekt erscheinen zu lassen, arbeitete Korven nicht nur mit einem äußerst alten Cello, auf dem die meisten Perkussionklänge erzeugt wurden, sondern überwiegend mit einer Schwedischen Nyckelharpa, einem mittelalterlichen Streichinstrument, und einige Male auch mit einem Waterphone, einem Instrument der Gegenwart, das die Prinzipien der tibetischen Wassertrommel, des afrikanischen Lamellophons und der Nagelgeige des 18. Jahrhunderts vereint.
Der von Korven komponierte Soundtrack beginnt mit dem Lied What Went We, in dem eine Nyckelharpa durch klagende Töne eine Melodie spielt, die nach Jonathan Broxton von Moviemusicuk eine Stimmung von Kälte und Isolation erzeuge. Das Instrument taucht später in der Musik immer wieder in Kombination mit einer Drehleier auf, wie in den später zu hörenden Stücken Foster the Children und William’s Confession. Broxton kann sich nicht erinnern, jemals zuvor eine Filmmusik gehört zu haben, die mehr Kakophonien aufweist und eine solche Herausforderung darstelle, was zwar ungewöhnlich für zeitgenössischen Horrorfilm sei, die rein akustische Musik biete jedoch solch hyper-realistische und authentische Klänge, dass Korven die Erreichung seines Ziel gelungen sei und er damit einen großen Wurf gelandet habe.
Frank Arnold von epd Film beschreibt, der Film bemühe sich, das 17. Jahrhundert akkurat darzustellen, was die Filmmusik unterstreiche, er fühle sich aber dennoch bei einem Stück an einen Moment in Stanley Kubricks 2001: Odyssee im Weltraum erinnert, in dem der Monolith zum ersten Mal ins Bild rückt. Katie Rife hingegen erinnert das im Film zu hörende Lied Witch an den Horrorfilm Suspiria, weil darin Pauken und wilde Stimmen zu hören sind. Andere Kritiker empfanden die Filmmusik als Oscar-würdig.
Der Soundtrack zum Film umfasst 16 Stücke, hat eine Länge von 38:27 min und wurde von Milan Records veröffentlicht. Bei den letzten beiden Stücken, Isle of Wight und Standish, handelt es sich um zeitgenössische Folksongs.
Titelliste des Soundtracks
1. What Went We – 1:58
2. Banished – 1:53
3. A Witch Stole Sam – 2:13
4. Hare In the Woods – 1:30
5. I Am the Witch Mercy – 1:17
6. Foster the Children – 1:18
7. Caleb is Lost – 1:49
8. Caleb’s Seduction – 3:05
9. Caleb’s Death – 5:25
10. William and Tomasin – 2:39
11. William’s Confession – 4:08
12. The Goat & The Mayhem – 3:28
13. Follow the Goat – 1:15
14. Witch’s Coven – 2:14
15. Isle of Wight (traditional) – 1:41
16. Standish (traditional) – 2:27

### Synchronisation
Die deutsche Synchronisation des Films entstand unter einem Dialogbuch von Tobias Neumann und der Dialogregie von Sven Hasper bei der Film- & Fernseh-Synchron.
| Rolle     | Darsteller       | Sprecher               |
| --------- | ---------------- | ---------------------- |
| Thomasin  | Anya Taylor-Joy  | Lina Rabea Mohr        |
| William   | Ralph Ineson     | Tilo Schmitz           |
| Katherine | Kate Dickie      | Ulrike Möckel          |
| Caleb     | Harvey Scrimshaw | Elias Kunze            |
| Mercy     | Ellie Grainger   | Paulina Hasper         |
| Jonas     | Lucas Dawson     | Claude-Albert Heinrich |

### Finanzierung, Verleih und Veröffentlichung
Eggers sagte, es habe lange gedauert, den Film zu finanzieren. Einer der Investoren hatte ihn frühzeitig im Stich gelassen, und so entstand eine Finanzierungslücke, die die ganze Zeit anhielt und erst kurz vor der Premiere des Films geschlossen werden konnte. Chris Columbus und seine Tochter Eleanor haben eine Firma, die jungen Regisseuren hilft. Nachdem Eggers ihnen vor der Premiere des Films eine Schnittfassung gezeigt hatte, gefiel er ihnen so gut, dass sie Eggers im weiteren Verlauf finanziell unterstützten. Beim Sundance Film Festival 2015, wo der Film uraufgeführt wurde, konnte Eggers nicht nur einige Kritiker überzeugen, sondern wurde dort für seinen Film für den Großen Preis der Jury nominiert und als Bester Regisseur ausgezeichnet. In der Begründung hieß es: To a director who demonstrated a consistent and excellently rendered vision, creating a story that was hauntingly detailed as it was masterfully executed. Nach seiner Premiere wurde The Witch von Filmkritikern schnell als der schaurigste und beste Horrorfilm des Jahres und sogar des Jahrzehnts bezeichnet. Schließlich fand Eggers beim Festival mit A 24 einen Verleih, der den Film in den USA herausbrachte und ihn erst auf 2.000, später auf 3.000 Leinwänden platzierte.
Nachdem der Film am 23. Januar 2015 im Rahmen des Sundance Film Festivals seine Premiere feierte, kam er am 19. Februar 2016 in die US-amerikanischen Kinos. In Deutschland wurde der Film zwischen 3. April und 10. April 2016 im Rahmen des Fantasy Filmfests gezeigt und startete am 19. Mai 2016 offiziell in deutschen und österreichischen Kinos. Am 30. September 2016 ist der Film in Deutschland auf DVD erschienen.

## Rezeption

### Authentizität und Altersfreigabe
Nach dem Erscheinen des Films wurde immer wieder die geschichtstreue Darstellung der Puritaner in Frage gestellt, größtenteils wurde Eggers jedoch eine authentische Schilderung vom Leben der Puritaner und der durch sie erfolgten Hexenverfolgung in Amerika attestiert. Weil der Film die religiöse Geschichte Amerikas thematisierte, wurden bei den Zuschauern häufig verdrängte, tief in der amerikanischen Kultur verwurzelte Schamgefühle angesprochen, die rückblickend auf diese Epoche verspürt werden. Zudem enthält der Film Anspielungen auf Erzählungen aus der Bibel und weist auch okkultistische Elemente auf. So wurden im Film immer wieder religiöse Motive aus der Genesis aufgegriffen, und mit Figuren wie Williams Tochter Thomasin, ein Name, der die weibliche Form von Thomas dem Apostel ist, oder Caleb, dem Namen des Sohns von William, der eine Anlehnung an Kaleb aus dem Alten Testament ist, biblische Personen angesprochen. Kaleb war neben Josua der einzige, der das Volk ermutigen konnte, bei der Eroberung von Kanaan fest auf die Zusage ihres Gottes zu vertrauen, und wurde dafür fast gesteinigt.
The Witch wurde von der Deutschen Film- und Medienbewertung mit dem Prädikat wertvoll versehen. Der Film sei kein Film für Splatter-Fans, sondern biete intelligenten Arthouse-Horror. In der Begründung heißt es: „Der Film kommt (fast) vollständig ohne die gängigen Kamera- und Soundeffekte aus, so dass sich die Jury in der Tat fragte, wo der Horror des Films stecke. In der der Sichtung angeschlossenen, durchaus kontrovers geführten Diskussion zeigte sich, dass die zurückhaltende, hyperrealistische Bebilderung von einem Teil der Jury eher als irritierendes Element wahrgenommen wurde. Der Horror steckt bei ‘The Witch’ im Wort und im Kopf des Zuschauers. […] Unisono erhielt der Film großes Lob von der Jury für seine intelligente Kameraführung und die hervorragenden Darsteller, die zum großen Teil die Glaubwürdigkeit von ’The Witch’ mittragen und die Bigotterie sittlich-strengen Lebens bloßstellen helfen.“
Der Film war in den USA wegen einiger darin enthaltenen gewalttätigen Szenen, sexuellen Andeutungen und einer Nacktaufnahme von der MPAA mit R geratet worden, womit Eltern davon abgeraten wurde, ihren Kindern den Besuch des Films zu erlauben und gleichzeitig ein Verbot ausgesprochen wird, Kindern und Jugendlichen unter 17 Jahren ohne Begleitung eines Elternteils oder Erwachsenen Zutritt zum Film zu gewähren. In Deutschland, wo der Film FSK 16 ist, heißt es in der Freigabebescheinigung: Der Film ist von einer düsteren, intensiven Atmosphäre geprägt; er enthält zahlreiche Gruselszenen. Jugendliche ab 16 Jahren haben auf Grund ihres Entwicklungsstands aber kein Problem, die Spannungsmomente angemessen zu verarbeiten. Die teils surreale Anmutung der Schreck- und Schauermomente (z. B. wenn die Mutter einer Krähe die Brust gibt) und der historische Spielort erleichtert es jugendlichen Zuschauern, eine emotionale Distanz zu wahren. Der Film kann eine emotionale Anspannung erzeugen, von einer Überforderung ist bei der Altersgruppe ab 16 Jahren aber nicht auszugehen.

### Kritiken
The Witch gehörte zu den meisterwarteten Filmen des Jahres 2016 und ging aus dem IndieWire Critics Poll in der Kategorie Most Anticipated of 2016 als Sieger hervor. Im Folgejahr wurde er in der Umfrage Bester Erstlingsfilm.
Der Film konnte 91 Prozent der Kritiker bei Rotten Tomatoes überzeugen und befindet sich damit in den TOP 100 der hier am besten bewerteten Filme des Jahres 2016. Zudem ging der Film aus den 18th Annual Golden Tomato Awards in der Kategorie Best Horror Movie 2016 als Sieger hervor. Im Konsens heißt es dort: “As thought-provoking as it is visually compelling, The Witch delivers a deeply unsettling exercise in slow-building horror that suggests great things for debuting writer-director Robert Eggers” (deutsch: „Gleichermaßen zum Nachdenken anregend, wie auch visuell überzeugend, bietet der Film tief beunruhigenden, langsam aufgebauten Horror und deutet bereits die Größe des mit ihm debütierenden Regisseurs und Drehbuchautors Robert Eggers an.“) The Witch erhielt bei Metacritic einen Metascore von 84, was einen der besten Werte darstellt, die Filme dort erhielten, die 2016 in die US-amerikanischen Kinos kamen.
Anthony Lane vom New Yorker gefällt, wie sich The Witch von anderen aktuellen Horrorfilmen abhebt: „Zuschauer, die mit dem Scream-Franchise oder den unzähligen Saw-Filmen großgeworden sind, werden […] sich fragen, ob ‘The Witch’ wirklich als Horrorfilm bezeichnet werden kann. Gut, er klingt jedenfalls wie einer; der Komponist der Filmmusik, Mark Korven, hält sich mit schaurigen Streichern, die von einem Chor aufgepeppt werden, der zunehmend seufzt, nicht zurück.“ Lane meint weiter, man könne sich zwar über den Archaismus in den Dialogen amüsieren, doch begehe der Film niemals den Fehler, von den Menschen, deren hartem Leben und dem, was auf ihrer Seele lastet, abzulenken. Man glaube an ihren Glauben.
Alexandra Seitz von epd Film mag die Mischung aus Horror und Familiendrama: „Im Grunde ist ‘The Witch’ zwei Filme zugleich: Ein von größtmöglicher Akkuratesse im Umgang mit dem historischen Stoff geprägter Horrorfilm, der seinen Gegenstand wörtlich nimmt. Und das psychologische Drama einer Familie, deren Mitglieder unter dem Eindruck des Unerklärlichen mannigfachen Neurosen erliegen und sich schließlich gegenseitig zerfleischen.“
Nachdem die erste Hälfte des Filmjahres 2016 vorbei war, wurden Jarin Blaschke von Kristopher Tapley und Jenelle Riley von Variety als möglicher Kandidat für eine Nominierung in der Kategorie Beste Kamera bei der kommenden Oscar-Verleihung ins Gespräch gebracht. Sie argumentieren: „Jarin Blaschkes Spiel mit den von Kerzen beleuchteten Innenräumen und mit dem, was die Sonne bei den Außenaufnahmen für seine Arbeit hergab, hat den Film letztendlich in die Kinos gebracht.“ Ebenso großartig sei die Leistung gewesen, das Bühnenbild und das Kostümdesign im Film sorgfältig authentisch zusammenzuführen. Auch Scott Feinberg von The Hollywood Reporter erkennt in Blaschkes Arbeit Oscar-Potenzial und ebenso in Linda Muirs Kostümdesign.

### Einspielergebnis
Der Film konnte bisher in den nordamerikanischen Kinos rund 25 Millionen US-Dollar einspielen. In Deutschland war der Film nach seinem Kinostart kurze Zeit in den Top 10 der Kinocharts. Weltweit liegen die Einnahmen des Films derzeit bei rund 40 Millionen US-Dollar (Stand 26. Juni 2016). Auch wenn der Film von den Kritikern gelobt wurde, er sich finanziell rechnete und es in den vergangenen Jahren üblich geworden ist, dass erfolgreiche Horrorfilme zu Filmreihen ausgebaut werden, plant Eggers keine Fortsetzung des Films.

### Auszeichnungen (Auswahl)
Austin Fantastic Fest 2015

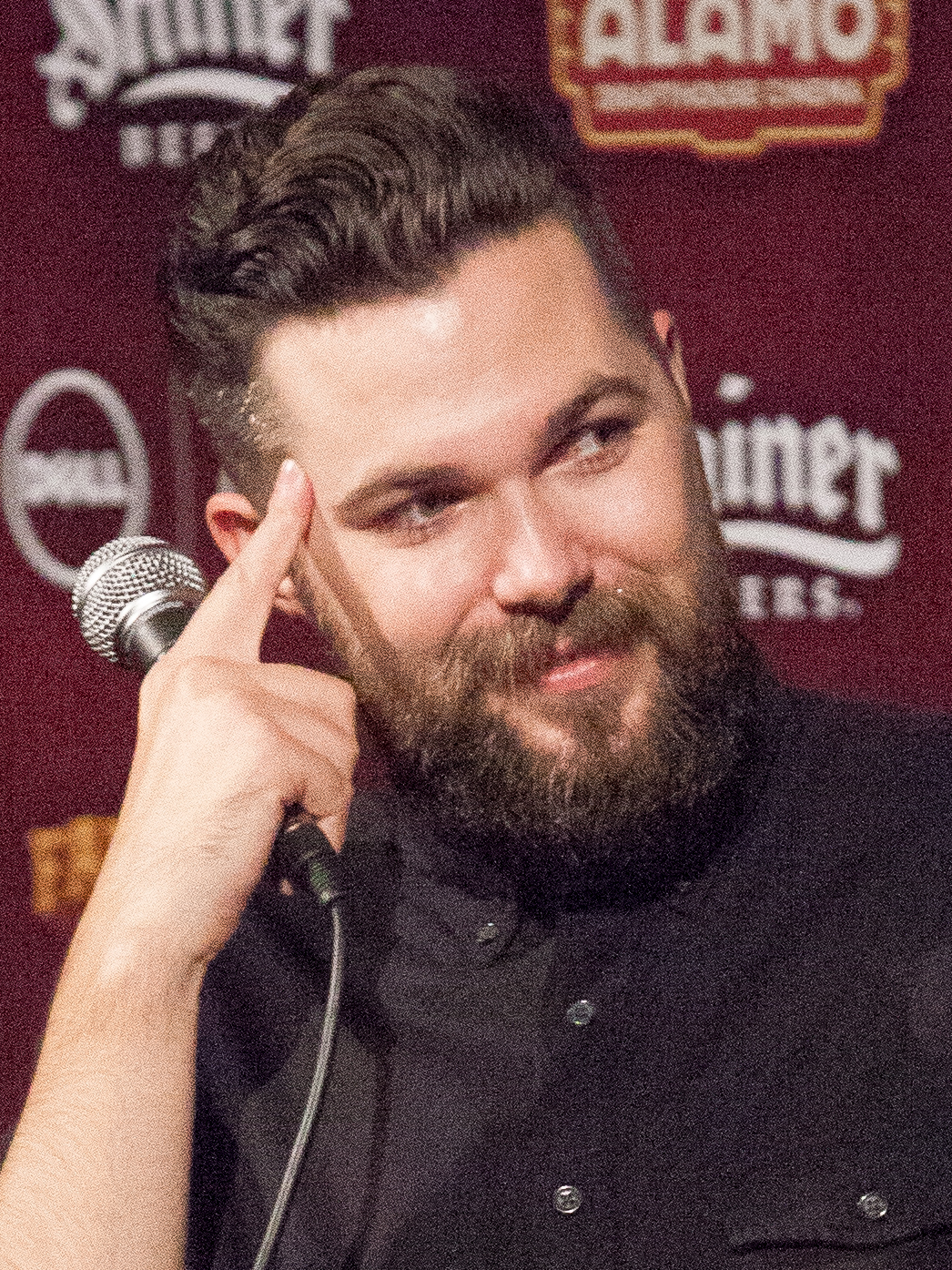
Robert Eggers beim Austin Fantastic Fest

- Auszeichnung mit dem Horror Jury Prize (Robert Eggers)

BloodGuts UK Horror Awards 2016
- Auszeichnung als Best Original Film
- Auszeichnung als Beste Schauspielerin (Anya Taylor-Joy)
- Auszeichnung mit dem Rising Star of Horror Award (Anya Taylor-Joy)
- Nominierung für die Beste Regie (Robert Eggers)
- Nominierung für das Beste Drehbuch (Robert Eggers)
- Nominierung als Beste Nebendarstellerin (Kate Dickie)
- Nominierung als Bester Nebendarsteller (Ralph Ineson)
- Nominierung für den Besten Soundtrack (Mark Korven)
- Nominierung in der Kategorie Best Editing/Visual Style[44][45][46]

Chicago Film Critics Association Awards 2016
- Nominierung in der Kategorie Bestes Production Design (Craig Lathrop und Andrea Kristof)
- Nominierung als Vielversprechendster Filmemacher (Robert Eggers)[47]

Critics’ Choice Movie Awards 2016 (Dezember)
- Nominierung als Bester Sci-Fi/Horror-Film[48]

Gotham Independent Film Award 2016
- Nominierung für den Bingham Ray Breakthrough Director Award
- Auszeichnung in der Kategorie Beste Nachwuchsdarstellerin (Anya Taylor-Joy)

Independent Spirit Awards 2017
- Auszeichnung als Bester Erstlingsfilm
- Auszeichnung in der Kategorie Bestes Erstlingsdrehbuch[49]

London Critics’ Circle Film Awards 2017
- Nominierung als Beste britische Nachwuchsdarstellerin (Anya Taylor-Joy, auch für Das Morgan Projekt und Split)[50]

London Film Festival 2015
- Auszeichnung mit dem Sutherland Award – erster Spielfilmbeitrag im Wettbewerb (Robert Eggers)

New Hampshire Film Festival 2015
- Auszeichnung als Bester Spielfilm (Robert Eggers)

Online Film Critics Society Awards 2017
- Nominierung als Bester Film[51]

Saturn Awards 2017
- Nominierung als Bester Horrorfilm

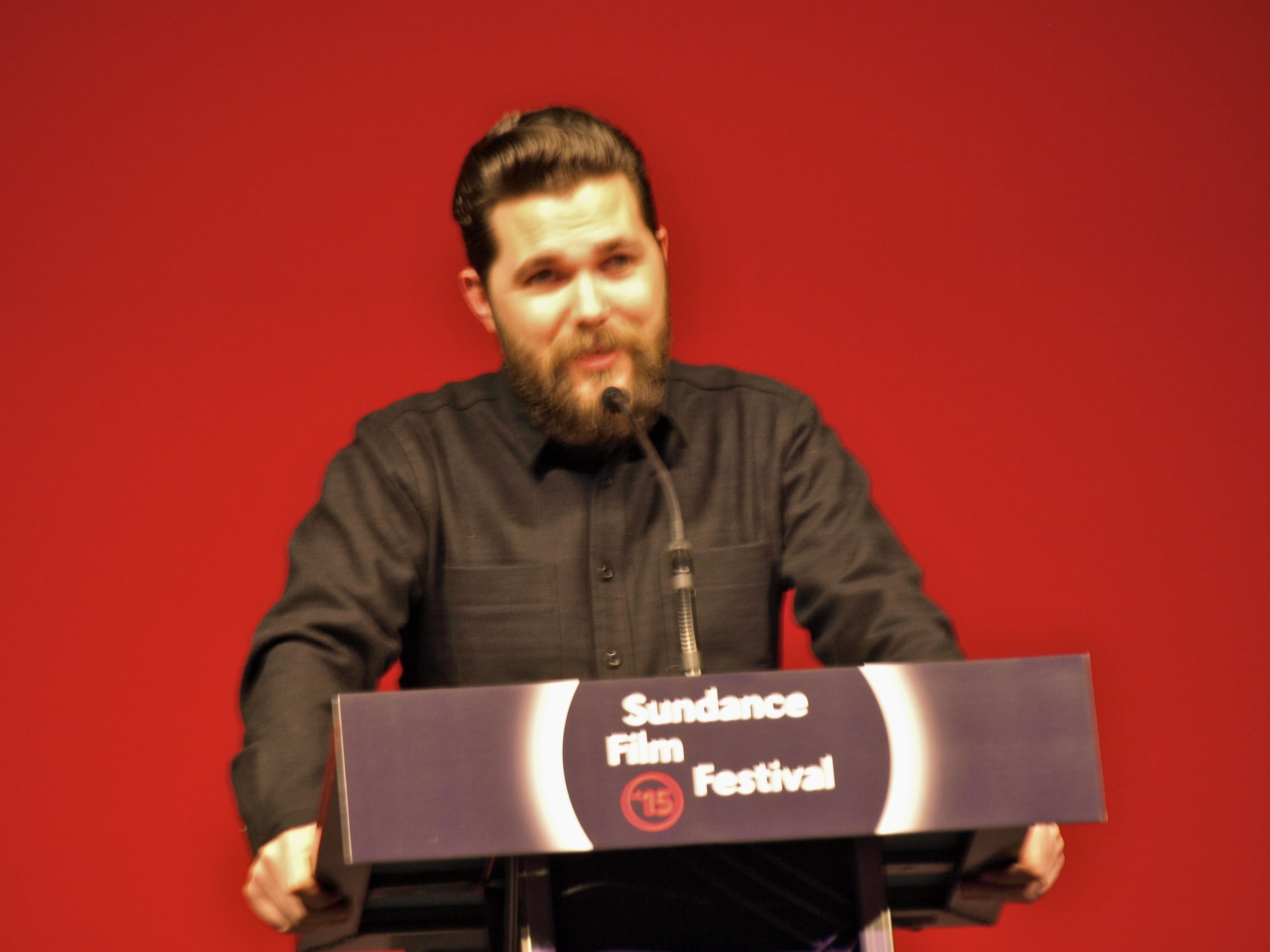
Robert Eggers als Gewinner des Directing Award: U.S. Dramatic beim Sundance Film Festival 2015

- Nominierung als Beste Nachwuchsschauspielerin (Anya Taylor-Joy)[52]

Sundance Film Festival 2015
- Auszeichnung mit dem Directing Award: U.S. Dramatic (Robert Eggers)
- Nominierung für den Grand Jury Prize: Dramatic (Robert Eggers)

Three Empire Awards 2017
- Auszeichnung als Bester Horrorfilm
- Auszeichnung als Beste Nachwuchsschauspielerin (Anya Taylor-Joy)[53]

Washington DC Area Film Critics Association Awards 2016
- Nominierung als Beste Jungdarstellerin (Anya Taylor-Joy)
- Nominierung für das Beste Szenenbild (Craig Lathrop)[54]

### Trivia zum Schwarzen Phillip
Der fast 100 Kilogramm schwere schwarze Ziegenbock Charlie, der im Film Schwarzer Phillip genannt wird, avancierte nach der Premiere schnell zum heimlichen Star des Films. Das Tier, das sich bei den Dreharbeiten als äußerst störrisch erwiesen hatte, erlangte unter Horrorfans eine gewisse Berühmtheit, zudem waren T-Shirts mit seinem Bild bedruckt und Vorlagen für Tattoos entworfen worden. Black Phillip wurde im Film von Wahab Chaudhry synchronisiert, einem kanadischen Model.